# Стабілізаційний фонд Російської Федерації
Стабілізаційний фонд (СФ) — спеціальний державний фонд Російської Федерації, створений у цілях стабілізації економіки.
Стабілізаційний фонд виконує наступні функції:
- є вбудованим стабілізатором (поряд з такими загальновідомими та загальновживаними, як прогресивний податок та допомогу по безробіттю);
- забезпечує додаткову стійкість державних фінансів;
- може служити джерелом фінансування інвестиційних програм, що забезпечують зниження бюджетних витрат майбутніх періодів.

По суті, це фінансові активи, якими безпосередньо розпоряджається уряд, а не Федеральні Збори за допомогою бюджету.
Стабілізаційний фонд РФ створено 1 січня 2004 року. З 1 лютого 2008 року стабілізаційний фонд був розділений на дві частини: Резервний фонд (2560 млрд руб. — станом на 01.08.2016 [Архівовано 11 лютого 2017 у Wayback Machine.]*) і Фонд національного добробуту (4 842 млрд руб. на 01.08.2016). Загальний обсяг коштів, які будуть зараховуватися на рахунок нафтогазового трансферту, встановлений бюджетним законодавством і прив'язаний до розміру валового внутрішнього продукту (ВВП): на 2008 рік — 6,1 % ВВП, на 2009 рік — 5,5 %, на 2010 рік — 4,5 %, а після 2010 року цей обсяг фіксується в розмірі 3,7 % ВВП.

## Законодавча основа
Порядок формування та використання стабілізаційного фонду спочатку регулювався головою 13.1 «Стабілізаційний фонд Російської Федерації» Бюджетного кодексу РФ. З 1 січня 2008 року даний розділ втратив чинність, і замість нього кодекс був доповнений главою 13.2 «Використання нафтогазових доходів федерального бюджету».

## Управління коштами Фонду
Перш за все, необхідно провести чітку межу між управлінням коштами Стабфонду і їх використанням. Виходячи з призначення Фонду — служити стратегічним фінансовим резервом країни, основними завданнями управління є захист коштів від знецінення та забезпечення їх високої ліквідності. Забезпечення ж високої прибутковості від розміщення коштів, як правило, пов'язане з великим ризиком, що входить в протиріччя з початковою функцією Фонду. Згідно з постановою Уряду, Мінфін може управляти коштами Фонду двома способами (як кожним окремо, так і одночасно):
- шляхом придбання за рахунок коштів Фонду іноземної валюти в доларах США, євро і фунтах стерлінгів Сполученого королівства та її розміщення на рахунках з обліку коштів стабілізаційного фонду в іноземній валюті в Банку Росії. За користування засобами ЦБ сплачує відсотки, встановлені договором банківського рахунку;
- шляхом придбання за рахунок коштів Фонду боргових зобов'язань іноземних держав.

Перелік держав і вимоги до їх борговими зобов'язаннями визначає Уряд, а Мінфін розробляє нормативну валютну структуру коштів Фонду, нормативи мінімального і максимального термінів до погашення випусків боргових зобов'язань, порядок розрахунку та зарахування процентів та порядок взаємодії з Федеральним казначейством при проведенні операцій. 24 липня 2006 року розпочався процес переведення всіх коштів Фонду в іноземну валюту і 16 жовтня 2006 року цей процес було завершено. З тих пір кошти розміщуються на валютних рахунках ЦБ по мірі їх надходження. Станом на травень 2007 року, кошти Фонду розміщуються згідно з наступною валютною структурою: долар і євро — по 45 %, фунт — 10 %. Строк до погашення боргових зобов'язань на день їх придбання (день формування портфеля) знаходиться в діапазоні, обмеженому наступними термінами (у роках): 0,25 — 3. ЦБ щорічно сплачує відсотки, еквівалентні прибутковості портфелів, сформованих з боргових зобов'язань (до них віднесені цінні папери урядів США, Великої Британії та деяких країн ЄС).

## Динаміка змін
| Дата       | в мільярдах доларів США | в мільярдах рублів |
| ---------- | ----------------------- | ------------------ |
| 01.05.2004 | 5,9                     | 171,3              |
| 01.06.2004 | 6,8                     | 198,7              |
| 01.07.2004 | 7,9                     | 229,1              |
| 01.08.2004 | 9,2                     | 267,4              |
| 01.09.2004 | 10,5                    | 305,9              |
| 01.10.2004 | 12                      | 349,7              |
| 01.11.2004 | 16,1                    | 462                |
| 01.12.2004 | 16,5                    | 462,6              |
| 01.01.2005 | 18,8                    | 522,3              |
| 01.02.2005 | 23,1                    | 647,2              |
| 01.03.2005 | 25,6                    | 707,5              |
| 01.04.2005 | 27,6                    | 768,5              |
| 01.05.2005 | 30,8                    | 858                |
| 01.06.2005 | 33,8                    | 954,5              |
| 01.07.2005 | 21,6                    | 617,9              |
| 01.08.2005 | 25,2                    | 721                |
| 01.09.2005 | 29,2                    | 832,1              |
| 01.10.2005 | 33,7                    | 960,7              |
| 01.11.2005 | 38,3                    | 1 094,5            |
| 01.12.2005 | 42,9                    | 1 236,5            |
| 01.01.2006 | 43,1                    | 1 237,0            |
| 01.02.2006 | 52                      | 1 459,0            |
| 01.03.2006 | 55,8                    | 1 562,6            |
| 01.04.2006 | 60,6                    | 1 677,4            |
| 01.05.2006 | 66,1                    | 1 800,0            |
| 01.06.2006 | 71,4                    | 1 929,0            |
| 01.07.2006 | 76,9                    | 2 066,8            |
| 01.08.2006 | 82,14                   | 2 207,33           |
| 01.09.2006 | 64,73                   | 1 730,64           |
| 01.10.2006 | 70,73                   | 1 894,09           |
| 01.11.2006 | 76,62                   | 2 049,30           |
| 01.12.2006 | 83,21                   | 2 189,52           |
| 01.01.2007 | 89,13                   | 2 346,92           |
| 01.02.2007 | 99,77                   | 2 647,21           |
| 01.03.2007 | 103,55                  | 2 708,85           |
| 01.04.2007 | 108,11                  | 2 812,21           |
| 01.05.2007 | 113,7                   | 2 920,50           |
| 01.06.2007 | 116,85                  | 3 026,68           |
| 01.07.2007 | 121,68                  | 3 141,35           |
| 01.08.2007 | 127,48                  | 3 263,56           |
| 01.09.2007 | 132,91                  | 3 409,07           |
| 01.10.2007 | 141,05                  | 3 519,09           |
| 01.11.2007 | 147,6                   | 3 649,25           |
| 01.12.2007 | 144,43                  | 3 517,05           |
| 01.01.2008 | 156,81                  | 3 849,11           |

В кінці 2004-го розмір коштів Фонду перевищив рівень у 500 млрд рублів, і на наступний рік частину суми перевищення було спрямовано на виплату зовнішнього боргу та покриття дефіциту Пенсійного фонду в таких обсягах:
- 93,5 млрд рублів (еквівалент 3,3 млрд доларів США) було спрямовано на погашення боргу перед Міжнародним валютним фондом;
- 430,1 млрд. рублів (еквівалент 15 млрд доларів США) — на погашення боргу перед країнами-членами Паризького клубу;
- 123,8 млрд рублів (еквівалент 4,3 млрд доларів США) — на погашення боргу перед Зовнішекономбанком за кредитами, наданими Міністерству фінансів Російської Федерації в 1998-1999 роках для погашення та обслуговування державного зовнішнього боргу Російської Федерації;
- 30 млрд рублів (еквівалент 1,04 млрд доларів США) спрямовано на покриття дефіциту Пенсійного фонду Російської Федерації.

У 2006-му на схожі цілі було витрачено 605 млрд, а в 2007 році — 12 млрд рублів.
На момент поділу фонду на 1 лютого 2008 року фонд становив 3 852 млрд рублів.
За період з 24 липня 2006 року (дата початку інвестування коштів стабфонду) по 15 грудня 2007 року загальний дохід від інвестування склав 174,78 млрд руб. (за рік з 15 грудня 2006 року по 15 грудня 2007 року — 151,89 млрд руб.). Дохідність від інвестування в доларах США склала за рік 10,94 % річних, в рублях — близько 5 %.

## Критика
Цікаво, що в Постанові уряду «Про порядок управління коштами Стабілізаційного Фонду РФ» від 21 квітня 2006 року N 229, країни, в цінні папери урядів яких Мінфін може вкладати грошові кошти, розташовані в алфавітному порядку, але згідно з англійським алфавітом.

«боргові зобов'язання у формі цінних паперів урядів Австрії, Бельгії, Фінляндії, Франції, Німеччини, Греції, Ірландії, Італії, Люксембургу, Нідерландів, Португалії, Іспанії, Великої Британії та США, номіновані в доларах США, євро та англійських фунтах стерлінгів»

Цей факт дав підстави опозиції говорити про те, що закон про розміщення коштів стабфонду писався спочатку англійською мовою.

Приводом для критики є також низька ефективність вкладень коштів Стабфонду. У травні 2006 року думська фракція «Батьківщина» (Народна воля — СЕПР) запропонувала відправити у відставку глав Мінфіну Олексія Кудріна і МЕРТ Германа Грефа у зв'язку з неефективним управлінням» Стабілізаційним фондом Росії.

«На нашу думку і численним оцінками незалежних експертів, ефективність управління коштами Стабілізаційного фонду Росії знаходиться на вкрай низькому рівні. За два останніх роки втрати коштів фонду склали близько 133 млрд рублів, що порівняно з обсягом річного фінансування системи освіти у 2005 році»

Приводиться деякими економістами аргумент про необхідність вкладення коштів стабфонду в закордонні активи для зниження інфляції критикується опозиційними економістами з таких підстав:
- для зниження інфляції в першу чергу необхідно розвиток конкуренції, в той час як поточна державна політика веде до збільшення ролі держави і не сприяє зниженню монополізації;
- ставки за вкладеннями в державні облігації інших країн, в першу чергу в США, істотно нижче ставок кредитів, залучених державними компаніями (Газпром, Роснефть і ін), таким чином, обсяг грошей в економіці Росії не зменшується, при цьому збільшується обсяг витрат на сплату відсотків.

## Дивись також
- Економіка Росії